# Фен Цзіцай
Фен Цзіцай (кит. 冯骥才, піньїнь Féng Jìcái; * 1942, Тяньцзінь) — сучасний китайський письменник, публіцист, художник, каліграф.

## Життєпис
Фен Цзіцай народився у 1942 році у місті Тяньцзінь. Після здобуття середньої освіти займався професійним баскетболом, проте, через деякий час, був вимушений полишити спорт через травму. З 1960 року працював у Студії каліграфії та традиційного живопису гохуа Союзу художників Тяньцзіня, де займався копіюванням стародавніх творів образотворчого мистецтва (Фань Куан, Ма Юань, Го Сі, Чжан Цзедуань, Су Ханьчен), а також створив кілька оригінальних художніх робіт у китайському та європейському стилях. Янь Люфу вчив його монохромним пейзажам в стилі епохи Північна Сун, живопису «вологої тушшю» (шуй мо) і техніці мазків туші косо поставленої пензлем під назвою «борозни від ударів сокири» (фупі цунь). У другого вчителя — Хуей Сяотуна — Фен Цзіцай навчався прийому живопису південній пейзажної школи пімахуа (пімацунь), «штрихуванню розпатланим листям конопель» і традиціям північної школи — «малого синьо-зеленого пейзажу». В цей період в нього з'являється інтерес до традиційної національної культури та етнографії Китаю.
У роки «культурної революції» підпав під репресії. Фен Цзіцаю довелося змінити декілька професій — комівояжера, робочого друкарні, художника-оформлювача. У 1974 році Фен Цзіцай почав викладати живопис гохуа та історію мистецтва в Тяньцзінському Робочому університеті декоративно-прикладного мистецтва.
Літературною творчістю почав активно займатися вже після «культурної революції». З кінця 1970-х у КНР опубліковано більше 40 художніх та публіцистичних доробків. У літературу він увійшов в 1977 році з історичними романами про повстання іхетуаней, потім писав про «культурну революцію», історію свого рідного міста Тяньцзіня, звичай бинтування ніг, світ дітей і старих, проблеми спортсменів і художників, подорожі в Європу. Серед його творів — історичні романи, оповідання й повісті, нариси, психологічні розповіді, публіцистика, документальна проза.
У 1988 році Фен Цзіцая було обрано заступником голови Китайської спілки працівників літератури та мистецтва. У 1990 році Фен Цзіцай повертається до живопису. У 1991–1992 роках його персональні виставки з успіхом проходять спочатку в Тяньцзіні, а потім у Цзінані, Шанхаї, Нінбо, Чунціні, Пекіні. До експозиції входило від 80 до 100 картин — монохромних (тушшю), виконаних аквареллю в поєднанні з тушшю. У 1994–1995 роках він виставляється за межами Китаю — Сінгапурі, Японії, Австрії, США. У ході виставок він активно виступає з лекціями про літературу і мистецтво.
З 1997 по 2002 рік обіймав посаду заступника голови центрального комітету Асоціації сприяння розвитку демократії в Китаї
Є дійсним членом Народної політичної консультативної ради Китаю.
Починаючи з кінця 1990-х займається активною просвітницькою та громадською діяльністю спрямованою на збереження культурної спадщини та традицій Китаю.
У 2003 році стартувала ініційована Фен Цзіцайєм національна програма збереження культурної спадщини.

## Творчість
Чільне місце у творчості Фен Цзіцая як письменника належить висвітленню трагічних подій «культурної революції», та долі китайської інтелігенції. Даній темі присвячені, зокрема, повісті «Крик» (1979), «На стежці вкритій квітами»(1979), «Подяка життю» (1985) та збірка документальних оповідань «Сто осіб та десять років» (1987).
Іншу сторону творчості письменника представляють історичні повісті «Чарівний батіг» (1984) та «Золоті лотоси довжиною в три цуня» (1986), збірка оповідань «Диваки»,новела «Сестричка Юй та її слабосилий чоловік» та інші.
У книзі «Вслухуюся в Росію» 2003 року, створеної за матеріалами поїздки Фена до Росію у 2001 році, значне місце приділено російській літературі і живопису.